# Prahok
Prahok (khmersky: ប្រហុក) je solená fermentovaná pasta jejímž základem je rybí maso (nejčastěji z ryby channa), která se používá v kambodžské kuchyni, především jako koření a surovina ( například do různých polévek a omáček). Prahok se ale může podávat i samotný, obvykle se smaží nebo vaří v banánovém listu, méně často se pak podává syrový (nepříjemně páchne a snadno se kazí). Prahok má výrazný zápach, díky kterému je někdy označován jako kambodžský sýr.